# Tom Seeberg
Tom Seeberg (Drammen, 17 febbraio 1860 – Drammen, 27 marzo 1938) è stato un tiratore a segno norvegese.
Partecipò alle Olimpiadi di Parigi 1900, in cui il suo miglior risultato fu la medaglia d'argento nella carabina militare a squadre.
Hermandsen riuscì anche a vincere una medaglia d'argento nei campionati mondiali di tiro del 1900 nella carabina militare 300 metri 3 posizioni a squadre.

## Palmarès

### Giochi olimpici
- 1 medaglia:
  - 1 argento (carabina militare a squadre a Parigi 1900).

### Campionati mondiali
- 1 medaglia:
  - 1 argento (carabina 300 metri 3 posizioni a squadre a Parigi 1900).